# Фрайди Харбър
Фрайди Харбър (на английски: Friday Harbor) е град в окръг Сан Хуан, щата Вашингтон, САЩ. Фрайди Харбър е с население от 2082 жители (2007) и обща площ от 3,7 km². Намира се на 18 m надморска височина. ЗИП кодът му е 98250, а телефонният му код е 360.